# Cryphia strigula
Cryphia strigula är en fjärilsart som beskrevs av Philogène Auguste Joseph Duponchel. Cryphia strigula ingår i släktet Cryphia och familjen nattflyn. Inga underarter finns listade i Catalogue of Life.